# Marathon van Dubai 2009
De marathon van Dubai 2009 vond plaats op vrijdag 16 januari 2009. Het was de tiende editie van het jaarlijkse evenement. Net als vorig jaar werd het evenement gesponsord door Standard & Chartered.
De wedstrijd werd bij de mannen, net als het jaar ervoor, gewonnen door Haile Gebrselassie, dit keer in 2:05.29. Evenals bij de vorige editie deed Gebrselassie een geïnspireerde poging om zijn eigen wereldrecord van 2:03.59 te verbeteren. En ondanks de aanhoudende regen zag het er tot het 30 kilometerpunt naar uit, dat hem dit zou gaan lukken. Op dat moment lag hij namelijk nog tien seconden voor op het wereldrecordschema. Maar in de laatste tien kilometer verloor de Ethiopiër te veel terrein, waardoor hij ten slotte nog anderhalve minuut op zijn wereldrecordtijd moest toegeven. Zijn overwinning kwam echter geen moment in gevaar; daarvoor was zijn voorsprong van 2,5 minuten op de nummer twee, landgenoot Deressa Edae (2:07.54) te groot.
Bij de vrouwen won Gebrselassies landgenote Bezunesh Bekele in 2:24.02. Het jaar ervoor werd zij tweede in 2:23.09.
Zowel de eerste man als de eerste vrouw ontvingen $ 250.000 aan prijzengeld.

## Uitslagen

### Mannen
| rang   | naam                | land | tijd    |
| ------ | ------------------- | ---- | ------- |
| Goud   | Haile Gebrselassie  | ETH  | 2:05.29 |
| Zilver | Deressa Edae        | ETH  | 2:07.54 |
| Brons  | Eshetu Wendimu      | ETH  | 2:08.41 |
| 4      | Gashaw Asfaw        | ETH  | 2:10.59 |
| 5      | Dereje Gebrehiwot   | ETH  | 2:11.42 |
| 6      | David Kemboi        | KEN  | 2:12.14 |
| 7      | Mesfin Adimasu      | ETH  | 2:12.23 |
| 8      | Tesfaye Tola        | ETH  | 2:12.56 |
| 9      | Fekadu Asnake       | ETH  | 2:15.01 |
| 10     | Nephat Kinyanjiu    | KEN  | 2:15.23 |
| 11     | Haile Kindiya       | ETH  | 2:16.27 |
| 12     | Solomon Tsige       | ETH  | 2:16.59 |
| 13     | Beraki Beyene       | ERI  | 2:17.21 |
| 14     | Alexander Medhanie  | ERI  | 2:17.30 |
| 15     | Samuel Goitom       | ERI  | 2:17.34 |
| 16     | Samuel Woldeamanuel | ETH  | 2:20.38 |
| 17     | Abyot Girma         | ETH  | 2:20.57 |
| 18     | Asheber Girma       | ETH  | 2:23.05 |
| 19     | Bilissa Kelil       | ETH  | 2:26.32 |
| 20     | Fikadu Kedir        | ETH  | 2:30.41 |

### Vrouwen
| rang   | naam            | land | tijd    |
| ------ | --------------- | ---- | ------- |
| Goud   | Bezunesh Bekele | ETH  | 2:24.02 |
| Zilver | Atsede Habtamu  | ETH  | 2:25.17 |
| Brons  | Helena Kirop    | KEN  | 2:25.35 |
| 4      | Tatjana Petrova | RUS  | 2:25.53 |
| 5      | Genet Getaneh   | ETH  | 2:26.37 |
| 6      | Eyerusalem Kuma | ETH  | 2:26.51 |
| 7      | Berhane Adere   | ETH  | 2:27.47 |
| 8      | Shiru Deriba    | ETH  | 2:28.26 |
| 9      | Atsede Baysa    | ETH  | 2:29.13 |
| 10     | Mulu Seboka     | ETH  | 2:30.10 |
| 11     | Asha Gigi       | ETH  | 2:34.23 |
| 12     | Meaza Birhan    | ETH  | 3:02.06 |

2000 ·
2001 ·
2002 ·
2003 ·
2004 ·
2005 ·
2006 ·
2007 ·
2008 ·
2009 ·
2010 ·
2011 ·
2012 ·
2013 · 
2014 · 
2015 ·
2016 ·
2017